# Alexander Platzer
Alexander Platzer (* 1963 in Salzburg) ist ein Generalmajor des österreichischen Bundesheeres.

## Militärische Laufbahn
Er wurde an der Theresianischen Militärakademie ausgebildet und war anschließend als Panzeroffizier in diversen Verwendungen im Österreichischen Bundesheer tätig. 

### Dienst als Stabsoffizier
Von 1991 bis 1994 absolvierte Alexander Platzer den 13. Generalstabslehrgang an der Landesverteidigungsakademie in Wien. Er war anschließend unter anderem als Kommandant der 1. Jägerbrigade sowie als Stabschef im Ministerkabinett und im Kommando Landstreitkräfte tätig.

### Dienst im Generalsrang
Vom 1. April 2019 bis Jänner 2021 war Platzer Kommandant der Streitkräftebasis des Bundesheeres.

### Auslandseinsätze
- 1999 als Chef Operationen und Kontingentskommandeur des österreichischen Kontingents auf Zypern im Rahmen der UNIFCYP Mission[1]
- Von 14. Jänner 2021 bis 20. Jänner 2022 als Kommandeur (COM EUFOR) der EUFOR in Bosnien und Herzegowina[3][4]

## Privates
Platzer ist verheiratet und hat drei Kinder. Er besitzt zwei Universitätsabschlüsse der Universität Wien.